# William B. Ide

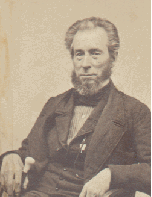
Foto de William Ide

William Brown Ide (28 de març de 1796 – 19 de desembre de 1852) va ser un pioner de Califòrnia i qui va ser el governador (commander) (1846) de la República de Califòrnia la qual va ser de durada molt curta.

## Biografia
William Ide nasqué a Rutland (Massachusetts) fill de Lemuel Ide, un membre de la Vermont State Legislature. Ide es va casar amb Susan Grout Haskell (1799–1850) l'any 1820. Ell i la seva esposa Susan van viure de primer a Massachusetts, però aviat es traslladaren cap a l'oest; a Kentucky, després a Ohio i finalment a Illinois. Tenien una granja a Springfield (Illinois), on Ide a més feia de mestre a l'escola.
Ide sembla que va ser dirigir la comunitat mormona de Nauvoo durant el temps que passà a Illinois.
El 1845, Ide va vendre la seva granja i va marxar cap Oregon. Ide es va separar del grup i es dirigí a Alta Califòrnia, aleshores era una província de Mèxic. Arribà a Sutter's Fort el 25 d'octubre de 1845. Ide treballà per Peter Lassen a Rancho Bosquejo.
El 1846, coneixent que el govern mexicà volia expulsar tots els colons (settlers) que no fossin ciutadans mexicans, Ide amb 30 colons més van fer la Bear Flag Revolt. El 14 de juny, Ide i els altres posaren setge al pueblo de Sonoma i van capturar el comandant mexicà del nord de Califòrnia, Mariano Guadalupe Vallejo, qui de fet donava suport a l'annexió per part dels Estats Units. El 15 de juny, Ide va publicar la Proclamació que ell havia escrit la nit anterior. El 17 de juny, els rebels alçaren la nova California Bear Flag, proclamant que la província mexicana era la California Republic. Ide va ser escollit com a comandant.
La bandera Bear Flag Republic durà fins al 9 de juliol de 1846, tot just 25 dies fins que la bandera dels Estats Units es va hissar a Sonoma. Ide i els altres "Bear Flaggers" s'uniren a John C. Frémont i les forces armades estatunidenques per a prendre possessió de Califòrnia.
Després de la guerra mexicano-americana, Ide tornà a casa seva prop de Red Bluff, Califòrnia, Ide té un monument funerari a Monroeville (Califòrnia).
També existeix un William B. Ide Adobe State Historic Park, amb la seva casa restaurada prop de Red Bluff.